# Lemolang
Le lemolang, baebunta ou limola est une langue d'Indonésie parlée à Sulawesi. Elle compte environ 2 000 locuteurs en 1995 du peuple Lemolang qui vit dans le kabupaten de Luwu, dans les villages de Sassa et Salassa et leurs environs.
Cette langue présente de 24 à 41 % de similarité lexicale avec de nombreuses autres langues.

### Source
- (en) Fiche langue [ley] dans la base de données linguistique Ethnologue.